# Eratoneura calamitosa
Eratoneura calamitosa är en insektsart som först beskrevs av Beamer 1931.  Eratoneura calamitosa ingår i släktet Eratoneura och familjen dvärgstritar. Inga underarter finns listade i Catalogue of Life.